# Никольский, Константин Николаевич
Константи́н Никола́евич Нико́льский (род. 1 февраля 1951, Москва) — советский и российский рок-музыкант, певец, гитарист, автор песен. Известен как сольной карьерой, так и участием в ансамблях «Атланты», «Осколки Сикорского», «Счастливое семейство», «Цветы», «Группа Стаса Намина», «Фестиваль», «Воскресение», «Зеркало мира». Никольского называют «голосом поколения».

## Биография

### Начало музыкальной жизни
Константин Николаевич Никольский родился 1 февраля 1951 года в Москве. Родители были научными работниками. В 12 лет он начал учиться игре на шестиструнной гитаре в ДК имени Чкалова. Константин вспоминал о том, как собрал свою первую гитару из логарифмических линеек.

 Тёмная семиструнная гитара за 7 р. 50 к. Когда мне было лет 11 или 12, мы купили её вместе с отцом (он помогал выбирать) на Неглинке, в угловом магазине. Она промокла в пионерском лагере, потом высохла, потом сломалась и рассыпалась. В пионерских лагерях всё рассыпалось, потому что все играли у костра…— Константин Никольский
В 15 лет он стал ритм-гитаристом образованной незадолго до этого московской группы под названием «Крестоносцы». Лидером и солистом группы стал барабанщик Александр (Алик) Сикорский. «Крестоносцы» исполняли, в первую очередь, песни «The Beatles» и «The Rolling Stones». Познакомившись с Никольским, которого рекомендовал ему приятель (предыдущий ритм-гитарист покинул группу), Сикорский высоко оценил мастерство начинающего музыканта; кроме того, «голоса тонировали идеально». Одобрил приход Никольского и администратор группы, старший брат лидер-гитариста Ивана Лактионова и сын известного в то время художника Сергей Лактионов. Так и возникла группа «Атланты», выступление которой вдохновило юного Андрея Макаревича на создание «Машины времени». Вскоре Никольский начинает писать свои первые песни, включая «Ты девчонка хорошенькая», «Алёна», «Я думал о многом и разном».
В 1969 году Никольский, окончивший физико-математическую школу (его родной брат стал профессиональным математиком) и поступивший в Московский институт нефтехимической и газовой промышленности, был исключен из него после первых же экзаменов, и отправился служить в армию. Потерявшие сразу трёх музыкантов «Атланты» (лидер-гитарист и бас-гитарист, поступив в Медицинский институт, стали играть в музыкальном ансамбле этого вуза) были переименованы в «Осколки Сикорского».
Служа на Украине в войсках ПВО и находясь на посту, Никольский сочинил песню «Музыкант». Во время армейской службы также были написаны антивоенная песня «Ты хотел увидеть мир» и патриотическая «Россия».

### 1970-е годы: «Цветы» и «Фестиваль»
Отслужив в армии, Никольский стал работать звукооператором на Гостелерадио. Одновременно он играл в группе «Осколки Сикорского», затем переименованной в «Счастливое семейство», писал новые песни. Увлечение сборником французской поэзии в переводах Ильи Эренбурга приводит Никольского к созданию таких песен, как «Четыре дерева» (стихи народные) и «Голос» (стихи Анри де Ренье). По словам Андрея Бурлаки, этим исполнитель предвосхитил похожие опыты «Странных игр» в 1980-х годах. Он отдаёт должное тому направлению рок-музыки, которое начал Александр Градский и на котором будет основана пластинка Давида Тухманова «По волне моей памяти».
В 1974 году Никольский стал ритм-гитаристом группы «Цветы», которая после выхода одной маленькой пластинки и записи второй поступила на работу в Московскую областную филармонию. По признанию А. Сикорского, лидер «Цветов» Стас Намин часто и бескорыстно организовывал концерты и «Осколкам», и «Счастливому семейству». Лидер «Цветов» знал Никольского, своего друга, ещё по институтским временам. Его игра была очень близка к стилю, который Намин культивировал в группе. Солистами помимо Александра Лосева были также Сергей Грачёв, Константин Никольский и Александр Слизунов. Намин, который учился на филфаке МГУ, выразил недовольство большим количеством концертов и пригрозил уходом из филармонии. Из-за непосильной работы, делавшей невозможным какое-либо творчество, начался конфликт с администрацией учреждения. Намин, Никольский и клавишник Слизунов ушли. Затем министерство культуры запретило и группу, и само название «Цветы» как «пропаганду западной идеологии и идей хиппи».
В 1975 году Юрий Антонов пригласил Никольского в свой аккомпанирующий ансамбль «Магистраль» (вместе с ним туда пришёл и Слизунов). Оттуда Никольский был уволен, поскольку сфальшивил, играя соло во время концерта.

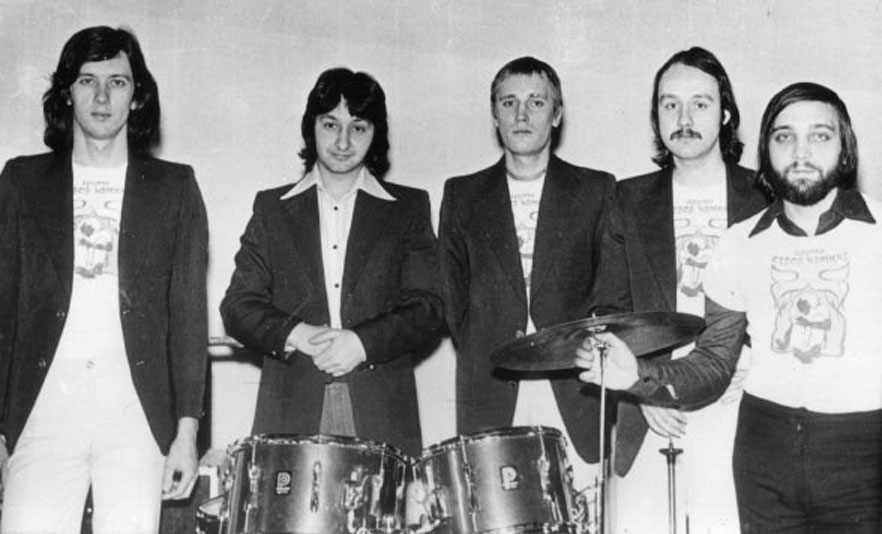
Константин Никольский (слева) в группе Стаса Намина. 1976 год

Однако долго искать новую работу Никольскому не пришлось: Намин уже воссоздавал свою группу, только теперь под названием «Группа Стаса Намина». Оставшись без ансамбля, он самодеятельно выступал вместе с очень популярным в московской рок-среде «Удачным приобретением»; в Таллинском рок-фестивале 1976 году они участвовали именно под указанным названием. Кроме того, Намин сделался неиграющим руководителем, а Никольский стал лидер-гитаристом; на ритм-гитаре играл двоюродный брат Намина Александр Микоян (единственный, кто остался из «Удачного приобретения»). Приглашены были, кроме Никольского и Микояна, Слизунов и игравший в «Цветах» с 1971 года барабанщик Юрий Фокин. Солистом стал Слизунов (в записи первой пластинки участвовал также певец Александр Заболотов).
В 1977 году вышел первый мини-альбом «Группы Стаса Намина», где главной была написанная Никольским и Слизуновым на слова Владимира Солдатова песня «Старый рояль». Она стала хитом, а болгарская фирма «Балкантон» включила её в сборник «Десять лучших песен года». «Старый рояль» стал первой записанной песней новой группы, это удалось организовать в студии Дома звукозаписи в Москве на улице Качалова. В работе участвовал сборный состав: музыканты «Цветов» — Константин Никольский, Александр Слизунов, Стас Намин, и «Удачное приобретение».
В 1978 году Фокин покинул «Группу Стаса Намина» и эмигрировал в США. Никольский посвятил Фокину «Ночную птицу», а позже тоже ушёл. Хотя не только последний хит «Старый рояль», а и сочинённые лишь им одним песни иногда исполнялись группой («Вольный ветер» Никольского исполняли ещё «Цветы», когда он в них играл; в 1976 году песню «Летний дождь» записала Гюлли Чохели на гибкой пластинке журнала «Кругозор»). Ему было обещано, что некоторые из них будут включены в дебютный диск, но для второй маленькой пластинки записали только песни Намина.
Никольский стал участником ансамбля «Фестиваль», где записал свои песни — как ставшие впоследствии широко известными, так и малоизвестные («Счастлив певец», «Не грусти», «До свиданья, милый друг»). Их спел сам Никольский, а также солисты ансамбля Павел Богуш и Марк Айзикович.
Руководил «Фестивалем» композитор Максим Дунаевский, пригласивший Никольского в свой коллектив. «Фестиваль» записывал музыку к фильмам «Д’Артаньян и три мушкетёра», «Ах, водевиль, водевиль…» и много гастролировал по стране. На концертах «Фестиваля» Никольский пел свои песни.

### «Воскресение»
В 1979 году возникает группа «Воскресение», которая выпустила свой первый магнитоальбом, официально изданный лишь в 1993 году и включавший также песни Никольского.

 Когда мы записали первый альбом, то на пленке осталось свободное место. И, по-моему, Андрюшка Сапунов его к нам привёл и напел. Так Константин начал «раскручиваться». А когда разбежался первый состав группы, Костя пришёл в Воскресение на готовое дело. Если бы не эта компания, никто бы его ещё долго не узнал. Мы с ним никогда особенно не дружили.— Евгений Маргулис
Исполнение своих песен Сапуновым Никольский раскритиковал и попросил не распространять эти записи (но было поздно: их уже начали распространять пресловутые пираты).
В интервью газете «Известия» в 2007 году Никольский сказал, «что некоторые вокалисты иногда просто не понимали содержания песен, которые исполняли. Это плохо. Смысловые ударения не там ставили, слишком много красовались голосом. Андрей Макаревич всю жизнь без этого обходится. Молодец». Много лет позже не обошлось и без колких замечаний в сторону Макаревича, что тот не научился играть на гитаре.
Записи Сапунова Никольский критиковал и в буклете к сборнику своих песен «Музыкант» (2001): «Сапунов считал, что голос — это всё. И очень любил „А-а-а-а“, мелизмы всякие… Я спорил: вот пять песен, мелодии у всех разные, а ты их одними и теми же мелизмами — раз, и словно мылом всё замазал… Мелодия — это вещь неприкосновенная. Даже Стравинский говорил: „Точность — синоним выразительности“». Тем не менее после этих записей они сотрудничали — и в «Воскресении», и после его распада.
О своей музыкальной деятельности в конце 1970-х — начале 1980-х годов Никольский отзывался так: «„Фестиваль“ по подбору инструменталистов был очень хорош. С нами пели Боярский, Понаровская, Жанна Рождественская. Было много работы, проехали с концертами всю страну „насквозь“: от Амура и до Бреста. Я считаю, что после исполнения Сапуновым таких моих песен, как „Музыкант“, „Ночная птица“, и других, работа в „Самоцветах“ для него явилась проблемой. Но, видимо, он как-то все погасил внутри себя, сказал: „Я профессионал, и мне все равно, что петь“. Поэтому я и не работаю с „Воскресением“. Рока не было, а Макаревич был и что-то пел, и так как он был единственным (а не лучшим), то мы и поимели то, что называется „Машиной времени“. И „выстрелила“ она потому, что люди не знали, кто написал „Музыканта“. Рассуждали так: если песню поет не ВИА, то это „Машина времени“. А я всю жизнь эту ситуацию разгребал».

Мои песни стали известны в Москве до «Воскресения». «Воскресение» получило оформленный вид году к восьмидесятому, а мои песни ещё в 70-х игрались на танцах, имели известность. Разные группы их играли, тот же «Аракс». Просили и брали мои вещи… В КГБ тогда приглашали поиграть несколько раз, в клуб на Лубянке (первый раз — когда была Олимпиада в Москве).
— Константин Никольский

 Для КГБ пели все. Это они только с виду строгие да когда власти много получают, становятся другими, а в остальном такие же люди — музыку обожают и так же от неё «прутся». И буфет у них такой дешёвый… Хотя мне проще отыграть такой простой честный концерт, как сегодня, с входящими-выходящими зрителями, чем общаться с людьми в погонах. Путин? Да каждый человек от чего-нибудь прётся. Главное ему в этом не мешать, иначе мало не покажется…— Константин Никольский
Первый состав «Воскресения» прекращает своё существование осенью 1980 года. Успех песни Алексея Романова «Кто виноват?», занявшей высокое место в хит-параде газеты «Московский комсомолец» (рубрика «Звуковая дорожка»), так и остался единственным масштабным успехом, а песню большинство молодых меломанов приписывало «Машине времени».
Между тем Никольский, которого обучение в ГМУ имени Гнесиных отвлекло от работы в «Фестивале», репетировал вместе с легко освоившим бас-гитару Сапуновым и барабанщиком Михаилом Шевяковым. В ноябре 1980 года он позвонил Романову и предложил ему присоединиться.
В конце 1980 года обновлённое «Воскресение» уже давало первые концерты. Звучание группы стало другим — более насыщенным и резким, так как Никольский, прекративший гастрольную деятельность в составе эстрадных ансамблей и поступивший в Гнесинское музучилище, стал неформальным лидером группы и попытался наладить в ней учебный процесс. «С появлением Никольского в команде началась серьезная профессиональная работа, — вспоминал звукооператор Александр „Артем“ Арутюнов. — По большому счету, все, кроме Никольского, не были сильными музыкантами. Поэтому Костя постоянно требовал от остальных участников группы умения играть необходимый минимум и организовал репетиционный процесс таким образом, чтобы внутрь группы не проникал дух шары». В интервью с участниками группы «Воскресение» на Радио России, в январе 1994 года, Никольский заметил: «Когда мы сели репетировать в Столешниковом, первое, что я сказал: „Никакого творчества“. Например, как начинается — давайте сделаем группу, сейчас всех потрясём, подход такой. У меня это происходит в рабочем порядке: есть материал, нужен ансамбль. Чего я себе думаю там, сзади где-то, на кухне ночью — никого не волнует, не могу ни продать, ни с кем поделиться, неважно. Дальше рабочий процесс. Момент творческий отсутствовал. Репертуар абсолютно честный. Наверное, никто не думал, что будем стоять у истоков, мы просто задумали сделать достаточно добросовестно материал, условно говоря, текстовой и музыкальный».
7—10 июня 1981 года в подвале приёмной комиссии старого здания МГИМО за три ночи был записан магнитофонный альбом «Воскресение 2». Туда вошли песни Никольского «В моей душе осадок зла», «Воскресенье» и «Один взгляд назад».
Заглавная композиция под названием «Воскресенье» была написана Никольским и датировалась 1978—1979 годами. С неё, как правило, начинались концерты, и на альбоме она шла первой. Никольский к тому моменту отошёл от музыки Сантаны и увлёкся «Dire Straits», у которых ритм в ряде композиций также обозначался с помощью регги. Альбом делался в два наложения — на инструментальную фонограмму писались вокал и соло-гитара, а сверху добавлялось ещё одно гитарное соло Никольского, причем звук снимался не с гитары, а с студийных мониторов. Звук в мониторах кардинальным образом отличался в наушниках у Арутюнова, из-за этого на выверенной стационарной аппаратуре было плохое сведение. Это был акустический обман среднечастотных мониторов, приведший к диспропорции звука по всему спектру частот. Арутюнову удалось спасти запись: на плёнке ORWO он сделал скорректированный моно-вариант, добавив при помощи эквалайзера низы на вокал и по возможности опустив высокие частоты. В таком виде плёнка и вышла. Сам оригинал альбома в 1983 году после ареста Романова и обыска в доме Арутюнова был конфискован и оказался запертым в сейфах областного управления внутренних дел в Москве на улице Белинского. Однако Арутюнову удалось получить оригиналы обратно: «Когда увольнялся с телевидения, на мне числилось определённое количество пленки, которую я обязан был вернуть обратно. Взяв на работе соответствующую бумагу о своих пленочных долгах, поехал в управление внутренних дел. Они вернули мне оригиналы, сопроводив этот акт документом о выдаче плёнок. После чего я рванул на такси домой, намотал на основание катушки необходимое количество ненужной пленки и вернул долг на телевидение. Таким обманом мне удалось сохранить оригиналы». «Как звукорежиссёр я ощущал разницу между тем, что происходило у меня в аппаратной, и тем звуком, на котором записывалась группа, — отмечал Арутюнов. — Но в тот момент ни у кого не было времени, и мне было тяжело бороться с авторитетом Никольского, пытаясь убедить его обратить внимание на подобные расхождения».
В песне «Один взгляд назад» Никольский сыграл один из лучших басовых риффов в истории русского рока. «Именно этой записью миллионы граждан Советского Союза затирали головки „Электроник-302“ и „Вёсен-204“…» (Артём Липатов, «Легенды русского рока»). Однако произошло такое не сразу.

 Я довольно немного нот играл, но достаточно стильно это было, вот и все. Что, собственно, и делаю сейчас тоже. В своей изысканной манере.— Константин Никольский
Один из последних концертов «Воскресения» полулегально состоялся 28 марта 1982 года в Доме культуры электромеханического техникума. Прозвучали песни Никольского: «Воскресение», «Один взгляд назад», «Зеркало мира», «Ночная птица», «Я сам из тех…», которые исполнял Сапунов, а «В моей душе осадок зла» и «Когда поймёшь умом…» пел сам Константин. Запись была издана в 1994 году фирмой ДЛ-ЛОТА.

### «Зеркало мира»
В 1982-м принимали программу ансамбля «Фестиваль», в котором я работал, для выступления в Олимпийской деревне. Так было указание: песен Никольского не брать, иначе программу не примем. А написанные песни уже ждали своего часа. Такие вот были неприятные сложности.— Константин Никольский
Никольский вернулся в «Фестиваль», принял участие в записи мини-альбома ансамбля и в 1984 году окончил Гнесинское училище.
«Фестиваль» прекратил своё существование, потому что возник оркестр Максима Дунаевского. Никольский пел на концертах под акустическую гитару, в 1984 — 1986 годах исполнял несколько своих песен в программе группы «Галактика», где он познакомился с барабанщиком Виталием Бондарчуком, вместе с которым организовал в сентябре 1986 года группу «Зеркало мира». При записи первого (и единственного) магнитофонного альбома «Пред чертой меж будущим и прошлым» 1987 года Бондарчук играл на клавишных и драм-машине. В записи, кроме него и Никольского, приняли участие бас-гитарист Игорь Яшуков и бэк-вокалист Аркадий Березовский. В альбом вошли как песни последних лет, так и композиции из репертуара «Воскресения». Кроме того, в магнитиздате распространялась концертная запись 1986 года, названием которой стала песня «За густой пеленой» на стихи Жака Бреля.
Вскоре Бондарчук, придавший альбому элементы синтипопа, ушёл, чтобы заняться сольными проектами, а затем становится клавишником группы «Рондо», которая выступала вместе с «Зеркалом мира» в одной программе. В скором времени появляется новый состав «Зеркала мира»: Константин Никольский — гитара, вокал; Аркадий Березовский — бэк-вокал; Виталий Зайков (экс-«Фестиваль») — бас-гитара; Алексей Маслов — ударные. В дальнейшем Маслова сменил Андрей Родин, потом из группы «ЭВМ» пришёл Игорь Костиков.
В 1986 году возник ансамбль «Старая гвардия». В его состав вошли Александр Сикорский (руководитель), Константин Никольский (гитара), Валерий Гилюта (гитара), Алексей Шачнев (бас) и Алексей Сикорский (ударные). В 1989 году к ним присоединился Денис Мажуков. В том же году Алексея Сикорского сменил Михаил Соколов («Петрович»), но в 1993 он стал «harmonica-man» и на его место пришёл Алексей Коллодий. Состав изменялся: Никольский и Мажуков то принимали участие, то нет, так как были заняты в собственных проектах. Такая ситуация продолжалась примерно до 2007 года.
В 1987 году Никольский в числе прочих исполнителей записал голос и снялся в клипе на песню Криса Кельми «Замыкая круг». В том же году вышел альбом «Рок-ателье» «Замыкая круг», где была песня Кельми на стихи Никольского «Слушай, ночь».
18 февраля 1989 года в Москве в спортивном зале «Дружба» в Лужниках прошёл концерт «10 лет группе Воскресение». Никольский выступал с составом: Михаил Шевцов (клавишные), Алексей Маслов (барабаны), Сергей Балакирев (бас-гитара), коллега Константина по Гнесинскому училищу, и Аркадий Березовский (звукооператор, вокал). В конце мероприятия Романов, Никольский, Сапунов, Шевяков объединились.

### Сольная карьера
На Новый год с 1989 на 1990 занимал у соседки 500 рублей, чтобы что-то купить к столу. К счастью, почти сразу поступило предложение о концерте, я быстро отпел и отдал долг. Но помню этот смертельный страх: дочке 5 лет, и денег нет на еду. Мне 40 лет, и, видимо, надо приспосабливаться к другого рода деятельности, чтобы прокормить семью. Однако, к счастью, судьба распорядилась иначе.— Константин Никольский
В 1990 году Никольский распустил «Зеркало мира» и начал сольную карьеру. Он выпустил магнитофонный альбом; в записи приняли участие музыканты, с которыми Никольский сотрудничал много лет, — последний клавишник «Зеркала мира», исполнитель электрооргана и фортепиано Михаил Шевцов, бас-гитарист и студийный звукорежиссёр Александр Кузьмичёв, барабанщик Игорь Костиков.
Через год была записана песня «Я бреду по бездорожью», давшая название альбому. В пластинку вошли четыре песни на стихи самого Никольского, три — на стихи португальского поэта Фернандо Пессоа, одна — на стихи классика испанской поэзии Густаво Адольфо Беккера. В 1992 году вышла виниловая пластинка, в 1994  — компакт-диск. Песню «Прошедший день» автор написал по своей же фотографии, когда сольно выступал в 1980-е годы в театре эстрады, садился на неудобный стул и пел. При этом у него было страдальческое лицо: «И вот смотрю на эту фотографию — человек с гитарой. О чём, думаю, он поёт?».
В 1991 году на экранах транслировался клип «Гимн СССР» Игоря Угольникова. Среди исполнителей оказался и Константин Никольский: «Они просто до Клэптона не дозвонились, а следом сразу я. Нужно было что-нибудь в мягкой лирической манере, потому что Четвергов задвинул что-то под Гэри Мура, а я… под интеллигентов».
В 1992 году состоялся первый релиз FeeLee Records — альбом «Воскресенье», для презентации которого в ДК Горбунова в Москве группа на один концерт воссоединилась в золотом составе Романов — Никольский — Сапунов — Шевяков.
В 1993 году был инициирован социальный проект «Песни для Тани М», призванный оказать помощь онкологически больным детям в Перми. Известные музыканты России бесплатно предоставили для сборника, появившегося в 1994 году, свои фонограммы. Константин Никольский — песню «От любви к любви».
В 1994 году вышел альбом MCMXCIV группы «Рок-академия», на запись был приглашён Константин Никольский, который сыграл на ритм, лидер и акустической гитарах. Там же оказались две его песни «Гроза» и «Вольный ветер». В дальнейшем Никольский продолжил сотрудничать с клавишником группы Кириллом Есиповым, записывая песни для его жены, певицы Натальи Пушковой.
Была предпринята попытка восстановить «Воскресение» в «золотом составе» (Романов — Никольский — Сапунов — Шевяков). 12 марта 1994 года состоялось единственное выступление, а на следующий день Никольский и Романов провели в камерном зале Детского музыкального театра имени Н. И. Сац в Москве совместный акустический концерт, запись которого вышла потом на компакт-диске. Об этом концерте Романов вспоминал: «К тому времени стало ясно, что вместе мы играть не будем больше никогда. Поэтому концерт в двух частях. Когда я понял, что выступление будет записываться на магнитофон, отступать было поздно, зал уже был полон. Впечатления за давностью стёрлись, осадок мутноватый. Всё было сказано и решено. Наверное, Константин Николаевич приглашал зрителей на концерты „Воскресения“, не собираясь в них участвовать». Восстановление группы продолжилось без него.

 Это очень непростой вопрос. В коллективе для работы надо, чтобы главным был кто-то один. Это удобнее. В случае коллегиального руководства это как бы неформальная группа, должно быть очень сбалансировано взаимодействие по ролям. Долго так не бывает. Потому что люди меняются, существует генезис личности. Очень долго никакой коллектив не в состоянии удержаться. Происходит какая-то текучка. Когда есть кто-то главный, вот, скажем, Константин Никольский или Питер Гэбриел, уже неважно, кто играет на басу — Тони Левин или Саша Кузьмичёв. Кто-нибудь да будет играть на басу — была бы звезда. А когда равноправные коллеги, достаточно всё-таки просто хорошего отношения друг к другу. Оно устойчиво, это просто терпимость. Любят люди друг друга не за какие-то заслуги. Нам было просто интересно работать, когда были вместе. Но это была работа, хотя чистой воды самодеятельность.
Я вообще не знаю: есть ли у него друзья, у Кости. У него очень много поклонников, но он очень сильно держит дистанцию с приятелями. Может быть, так и надо.— Алексей Романов

 Разные системы координат у нас с Константином. Конкретнее ответить сложно, ибо начнешь вдаваться в ненужные сейчас частности. Я, честно говоря, и думать не желаю о той ситуации. Разошлись в своё время — и слава богу. Когда «Воскресение» в очередной раз собралось в 1994, меня Женька Маргулис замучил: «Давай, пой Костины песни, народу это надо…». Ну вот, я попел-потерпел тогда год и «завязал» с ними. Народу, наверное, надо, а я больше не могу. И, кстати, ничего, «Воскресение» и без них существует.— Андрей Сапунов

 Самое интересное, что между нами ничего не произошло. У нас была попытка возродиться в хорошем составе, но она ничем не кончилась. Ни скандала, ничего подобного не было. Единственное — я попросил «отцов-основателей» не петь в своих концертах мои песни. Потому что у меня был свой состав, и я с ним трудился. Эта история произошла году в 94-м. Ну можно было исполнить мою просьбу? Но они продолжали их петь. Объясняли, что это для людей, публика просит. Я отвечал: ну скажите тогда людям, вот приедет Никольский и споет, а в нашем репертуаре этих песен нет. Но, видимо, боязнь у них какая-то присутствовала, что если не исполнить песню «Музыкант» или, скажем, «Ночная птица», люди попросят вернуть деньги за билеты.
Я, например, на просьбы сыграть песни «Кто виноват?» или «По дороге разочарований» всегда говорю, что их автор Алексей Романов и он их споет, когда к вам приедет.— Константин Никольский

 Косте удобно, чтобы он сам все сочинил, аранжировки сделал, разложил вплоть до движений на барабанах. А остальные, мы то есть, хочешь или нет — играй, как сказали, потом притрется. Буквально на первой же репетиции играем «Забытую песню несет ветерок». Костя — Андрею Сапунову: «Что это у тебя на басу? Тут акцент должен быть». Андрей: «А мне вот в другом месте хочется акцент поставить». Костя брови поднял, замолчал, собрал свои «примочки» и ушёл. Мы с ним потом эту тему обсуждали. Он говорит: «Ну не могу я, вот вскипело говно, и все». Такой характер у человека. Не могу сказать, что мы друзья. Но когда не заняты работой, все душевно и замечательно. Когда он жил буквально через дорогу от меня, встречались часто. Переехал на «Академическую» — стали редко встречаться. Какой-то конфликт есть, но не между нами лично. Наверное, дело в «Воскресении», которое преследует и его, и меня. Нас на концертах просят сыграть «Ветерок», его — что-нибудь из «Воскресения». Это испытание, крест, с этим ничего не поделать.— Алексей Романов
Иногда возникала мысль: если Маргулиса заменить Никольским, как было в составе 1981 — 1982 годов, и вернуть его песни? Но по словам «Новой газеты», вряд ли подобная идея осуществима — участники «Воскресения» испытывают к Никольскому неприязнь. Романов отвечал так: «Он слишком горяч для нас», «Если бы это было возможно, играли бы вместе. Пару раз пытались — отношения никак не складываются».
В сентябре 1995 года скрытый конфликт между составом «Воскресения» и Константином Никольским проявился в заявлении для прессы, в котором участники «Воскресения» возражали против использования им в своей pекламе названия группы, в то время как Никольский возражал против того, что его песни звучали на концертах «Воскресения».
В 1996 году Никольский выпустил диск «Один взгляд назад», состоящий из новых версий его старых песен. Почти все они входили в репертуар «Воскресения». Было только два исключения. Ранней песней «Птицы белые мои» открывался магнитофонный альбом «Зеркала мира», и с нею же (исполняя под акустическую гитару) Никольский в июне 1984-го дебютировал на телевидении. «Мой друг, художник и поэт», песня, которую многие считают лучшим произведением Никольского и которой он в последнее время обычно открывает свои концерты, была в 1978-м записана «Фестивалем» (её тогда спел Павел Богуш).

 Мелодию, кстати, потом Максим Дунаевский спёр для своей песни «Осенний лист». Мы тогда вместе с ним работали в ансамбле «Фестиваль». Как-то в компании, естественно, выпившей, Дунаевский мне говорит: «Вот, сочинил новую песню». И поёт: «Кленовый лист, кленовый лист». А я говорю: «Постой, тут надо вот так играть». И показываю. А он мне: «Что это?» Я отвечаю: «Ну что же ты, это очень известное соло».
А однажды Максим говорит мне: «Костя, у тебя такие песни замечательные, ты мог бы греметь на всю страну!» Я в ответ: «Да я и так гремлю потихонечку. Но, Максим, я человек из хорошей, но простой семьи, а ты сразу родился членом Союза композиторов. Стартовые условия разные, поэтому ты можешь писать что угодно, а я должен писать только хорошо».— Константин Никольский
В 1996 году на студии «Рок-академия» был готов альбом группы «Адо» «Веди себя хорошо». Среди приглашённых музыкантов оказался и Константин Никольский, который записал соло в песне «Я тебя никому не отдам», но в первую версию альбома бельгийские издатели из MDC Records этот трек не включили, он был опубликован позднее, потому что через несколько лет весь материал частично пересвели в Москве для второго издания, появившегося в 2003 году.
В том же году вышло два издания группы «Аракс» — студийное «Old, But Gold!» с версиями песен «Один взгляд назад», «Когда поймешь умом» и концертное «The best of Live 1981» (те же треки, но последний упомянутый назван «Из-под крана…»).
Андрей Морсин выпустил свой мюзикл «Снежная королева» (1996), на этот раз Константин Никольский был только соло-гитаристом в некоторых эпизодах («Видение», «Розовый сон», «Эпилог»).
В 1996 году лейблом «Союз» также выпущена аудиокассета с записью «Радио 101. В прямом эфире». Ранее диск издала компания «Hit Records» в 1995 году. На московской частоте 101.2 FM радиостанция организовывала трансляцию живых концертов с участием знакомых слушателям российских групп и исполнителей. Никольский сыграл первым, и его номер был «Я сам из тех…». В 1997 году «Союз» начал серию «Живая акустика», только первый диск был с 13 треками вместо 17.

### 2000-е годы
Празднование юбилея первых исполнителей блюз-рока в СССР — 30 летия «Удачного приобретения» — превратилось в фестиваль в концертном зале клуба «Ю-ТУ» в Москве 12 мая 2000 года. В мероприятии приняли участие: Константин Никольский, Николай Арутюнов, Сергей Воронов и группа «Кроссроадз», «Старая гвардия», Борис Булкин и «Вольный стиль», Леван Ломидзе и «Блюз Казенз».
В январе 2001 года в связи с 30-летием состоялся юбилейный концерт «Цветов» в ГЦКЗ «Россия» с участием музыкантов, работавших в группе в 1970—2000 гг. Никольский, Слизунов и Александр Грецинин спели песню «Старый рояль». Также Константин сыграл на лидер-гитаре в композиции «Рано прощаться».
1 февраля 2001 года Никольскому исполнилось 50 лет. Юбиляр отыграл два концерта в ГЦКЗ «Россия». В числе гостей-участников были «Старая гвардия» Александра Сикорского, исполняющая только кавер-версии англоязычных песен, Юрий Лоза. Через месяц вышел двойной концертный альбом.

 Предлагали сделать «Ночную птицу» в стиле «рэп», сказали, что это будет лучше для молодёжи. А я им говорю «Откуда вы знаете, что лучше для молодёжи?» Молодёжь разная. У нас на концертах полно молодёжи, наравне со «старичьем» ходят. И мне кажется, что если они нам верят, мы не должны их обманывать. А если мы что-то сделаем в стиле «рэп», что они скажут? Мы работаем в своём — игровом стиле. У нас на концертах мало синтезированных звуков. Нас четыре человека — достаточно опытные музыканты. И мы берём игрой, исполнением. Мне это нравится и в других командах, я люблю «игроков».— Константин Никольский
В том же году студия «Союз» выпустила двойной сборник «Музыкант», позднее переизданный в серии «Союз Gold».
Лидеру «Удачного приобретения» Алексею «Вайту» Белову исполнилось 50 лет. 13 сентября 2001 года в честь юбилея в московском Центральном доме художника прошёл праздничный концерт — джем-сейшн. Вместе с Беловым на сцену вышли Борис Булкин, Игорь Кожин, Леван Ломидзе, Константин Никольский.
19 марта 2003 года в Кремлёвском дворце съездов в Москве был представлен проект «Russian Rock in Classic: Back From USSR». Самые известные произведения российских рок-музыкантов исполнял оркестр под управлением Вольфа Горелика. В концерте также приняли участие Андрей Макаревич, Юрий Шевчук, Константин Никольский, группа «Агата Кристи» и другие. Кроме того, были сыграны произведения Бориса Гребенщикова, Гарика Сукачёва, Виктора Цоя. В финале прозвучало «Последнее письмо» Вячеслава Бутусова. Студийный вариант проекта был выпущен на компакт-диске.
В 2004 году вышел сборник «Мне только снится жизнь моя», где была фактически одна новая песня — заглавная, поскольку «Облако» уже звучало ранее на сольных выступлениях.

 Перед моим юбилейным концертом я пришёл на Первый и сказал, что неплохо было бы его показать (за мои деньги). Меня спросили о составе выступающих. Я сказал, что у меня будут Николай Трубач, Константин Никольский, Малежик… Естественно, на моем концерте не предполагалось ни Баскова, ни Киркорова, ни Пугачевой. Вот и ответили мне на телевидении, что концерт с незвездным составом они показывать не будут.— Юрий Лоза
Несмотря на это, были изданы 2 CD и DVD под названием «Я умею мечтать». Композиция «Мятое лицо». Лоза объявил зрителям при выходе Никольского: «Петь отказался наотрез. Но, говорит, сыграю так, как никто не играл ещё, честно. Послушаем». Импровизационные соло удались настолько, что под конец и после песни Юрий отметил: «Браво! Нет слов. Константин Никольский — самая умная гитара СНГ! Какой там Dire Straits! Никольский Константин!».
В 2006 году Никольский принял участие в юбилейном концерте Левана Ломидзе «15 лет в блюзе без компромиссов». Песня «Облако» была исполнена в составе: Константин Никольский — гитара, вокал; Леван Ломидзе — гитара; Павел Протасов — бас-гитара; Гамлет Фарзалиев — ударные.

 Я лично считаю, что Костя — сформировавшийся блюзовый гитарист. Его фразы, звукоизвлечение, это конкретная блюзовая подача. Такой североевропейский блюз. Мы познакомились и нашли общий язык именно из-за этих точек соприкосновения. И в отличие от людей, которые в шоу-бизнесе многого достигли, по секрету скажу, он очень сильно развивается. Постоянно что-то слушает, то есть, ему интересно. Вот сегодня он спел свои песни, и все подпевали и были в восторге, потом вышел как гитарист, и публика завизжала от его фразы.— Леван Ломидзе
1—2 февраля 2006 года в ГКЦЗ «Россия» прошли концерты под названием «День рождения в лунном свете», посвящённые 55-летию Никольского. Были исполнены все песни, предназначенные для нового альбома, о чём Никольский сам объявил зрителям. Однако уже через несколько месяцев он оказался в больнице.
Проблемы со здоровьем, прединфарктное состояние на время прервали запись альбома, но в конце сентября 2007 года вышел альбом «Иллюзии».
«Иллюзии» вышли также и на грампластинке, произведённой в Германии и распространяемой студией «Союз». В России винил переиздавался.
Песню «Один взгляд назад», которая в новой, утяжелённой аранжировке с фуззом звучала хард-роково, Никольский иронически прокомментировал: «Практически Deep Purple». Кожин использовал в основном не аккорды, а интервалы, преимущественно квинты и кварты. Соло сымпровизировано. Аранжировки подвержены влиянию Dire Straits.
В 2007 году студия «Союз» также издала сборник Константина Никольского «Антология». Мастеринг осуществил звукорежиссёр Кирилл Есипов.
В 2007 году Никольский отказался сотрудничать с телеканалом СТС:

 Сериал «Тридцатилетние», и мне звонили с предложением использовать в нём песню «Мой друг, художник и поэт». По мнению звонивших, я, наверное, должен был подпрыгнуть с дивана до потолка от счастья. Но произошло обратное. Во-первых, песню, которую сейчас можно услышать только на пластинках или на моих концертах, ежедневно в течение длительного времени крутили бы по телевизору и измочалили бы вдрызг. Во-вторых, была предложена какая-то смехотворная сумма (пусть все знают, ничего страшного) — тысяча долларов. За песню уже записанную, давно известную, для раскрутки которой не требуется ничего. Просто ставь в эфир — и все. И за это, Константин, мы вам с нашего барского плеча даём тысячу долларов. Я спросил: «Сколько серий в сериале?». Они ответили: «Шестьдесят восемь». Вот, говорю, по «штуке» за каждую серию — тогда берите, а так — нет. Пошутил, конечно, чтобы отстали. На самом деле я просто не хотел отдавать свою песню в сериал.— Константин Никольский
15 ноября 2009 года, выступая в Санкт-Петербурге, Никольский пояснил, что отказался выступать с группой, в полном составе, по причине проблем со здоровьем, а также своих высоких требований к музыкантам ансамбля. Он рассказал, что бросил пить и курить после того, как в сентябре 2009 года ему провели операцию на сердце.
28 ноября 2008 года в Москве в клубе «Кино» состоялось выступление Константина Никольского на фестивале «Дискотека 80-х. The Best». Музыкант исполнил свои самые популярные хиты, а также песни с последнего альбома.
В сентябре 2009 года Константин Никольский выступил на международном арт-фестивале современной музыки «Мамакабо». «Я не знаю, почему согласился, — говорил Никольский. Никогда ни в каких фестивалях не участвовал, потому что там все время предполагается какой-то бег на время. Я это не люблю ещё со школы. Главное — пройти дистанцию и не упасть. А Тимура знаю давно и доверяю ему. Он мне позвонил и сказал хорошие слова. Я не помню что, но другие люди говорили, и я не соглашался». «Поэтому я согласился даже не для того, чтобы самому поучаствовать, а чтобы на других посмотреть, встретиться с музыкантами, которых в своей обычной жизни не вижу, но уважаю. На концертных площадках мы не встречаемся, потому что работаем в разные дни. На гастроли я сейчас не езжу. Так что, это хорошая возможность друг у друга подсмотреть, кто, что и как умеет делать».

 Меня не радует, как в Интернете переиначиваются мои тексты. Иной раз просто волосы дыбом становятся. Там не то что незнание стихов — а незнание русского языка. Иногда кажется, что они специально переделывают, чтобы автору жутко стало.— Константин Никольский
27 ноября 2009 года Никольский в качестве специального гостя принял участие в фестивале «Дискотека 80-х» в спорткомплексе «Олимпийский» в Москве.
Никольский сказал, что «не может оценить состояние русского рока сегодня, поскольку того больше нет». Также он поведал: «Такой ажиотаж вокруг „дискотеки“ понятен, в музыке тех лет есть душевность. Она не разменяна, как сейчас. Сейчас все без души. Я не так давно плохо себя чувствовал, но сейчас, слава Богу, лучше, возобновил концерты. Сегодня, когда вышел на сцену, обалдел. Столько народу, и чувствуется, что соскучились, что ждут и хотят одного и того же. Я бы хотел, чтобы сегодня было больше авторов, которые так же заботились о мелодичности и качестве своей музыки, как мы в своё время».

### 2010-е годы
6 марта 2010 года в московском концертном зале «Крокус Сити Холл» прошёл юбилейный концерт «Цветов», которым исполнилось 40 лет, среди приглашённых выступавших оказался и Константин Никольский.
3 февраля 2011 года, в связи с 60-летием, состоялся юбилейный вечер Константина Никольского «От любви к любви» в Московском международном Доме музыки. Были исполнены композиции c альбома «Иллюзии», а также неизвестные, никогда не исполнявшиеся на концертах песни. В юбилейном вечере участвовали: Константин Никольский — вокал, гитара, Игорь Кожин — гитара, Юлия Никольская — вокал. Многие Никольский стал давать в форме творческого вечера. Звукорежиссёром выступлений стал Игорь Артемков, в 2002—2009 годах работавший с Алёной Свиридовой.
Появление Константина Никольского в качестве специального гостя произошло на 3-м фестивале экологически-чистой музыки «Взлетная Полоса» в Жуковском 14 августа 2011 года. Мероприятие проводилось в рамках празднования 100-летия российской авиации, 75-летия беспосадочного перелёта Валерия Чкалова и 50-летия первого полёта Юрия Гагарина в космос.
10 декабря 2011 года на вопрос — к какому жанру сам Константин причисляет свои песни, он ответил: «На мой взгляд, этот жанр так и называется — Константин Никольский». Из ответов певца также стало известно, что он не является поклонником футбола, романтичен, аполитичен и обладает тонким чувством юмора. С теплотой отзывался Никольский о музыканте Гэри Муре и даже сыграл инструментальную пьесу гитариста. 13 октября 2011 года в Северодвинске по поводу выпуска нового альбома Никольский сказал, что у него есть песни, в том числе очень старые, написанные в 1985 году, но неизвестные.
Говоря о высоких стандартах владения гитарой, закрепившихся со времён обучения в «Гнесинке» Константин отметил: «На фестивале „Рок над Волгой“ таких соло-гитар не было, правда ведь? Я представляю исчезающий вид. Сейчас никто не хочет учиться ни на чём играть. Все хотят включить одну кнопочку и прыгать по сцене».
24 ноября 2012 года выступил вместе со своей 27-летней дочерью Юлией на XI фестивале «Дискотека 80-х» Rock&Dance в спортивном комплексе «Олимпийский» в Москве.
В 2013 году прекратилось сотрудничество с Игорем Кожиным.
В 2014 году, в связи с политическим кризисом на Украине, концерты в Киеве и Харькове были отменены. «С украинскими журналистами дела иметь не желаю!», — заявил Никольский.
22 марта 2015 года на шоу Владимира Матецкого «Встреча с Константином Никольским» на радио «Маяк» музыкант исполнил вживую только две песни — «Прошедший день» и «Птицы белые мои», а также негативно отозвался об Интернете и социальных сетях.
В 2017 году вышла книга Сергея Мирова о группе «Воскресение», но Константин был против идеи создания данного произведения. Поэтому фамилия Никольского в издании не упоминается ни разу — вместо этого он именуется «Тот-кого-нельзя называть» или ТКНН.
25 ноября 2017 года стал участником XVI фестиваля «Авторадио» «Дискотека 80-х» в спортивном комплексе «Олимпийский», под девизом «Танцуют все!».
На концертах Никольский играет на электроакустической гитаре Gibson Chet Atkins SST с нейлоновыми струнами.

## Семья
Со своей женой Мариной Никольский учился в физико-математической школе. Потом они много лет не виделись, снова встретились и заключили брак. 13 января 1985 года родилась дочь Юлия. Юлия Никольская участвовала как певица в юбилейном концерте отца, выступала вместе с ним. Окончила музыкальную школу по классу фортепиано, училась в Московском институте иностранных языков (МИИЯ).

 Я рад, что она выбрала для себя музыкальную деятельность, но не хочу, чтобы шла по моим стопам. Юлия должна самостоятельно передвигаться в этом деле, без моей помощи. Моя дочь дома всегда слушала другую музыку, и в школе ей поговорить о ней было не с кем. Она однажды поехала на «Горбушку», и я посоветовал ей купить альбом Джеффа Бека Blow by Blow 1975 года. Дяденька, который продавал диски, на неё уставился: «Девочка, откуда ты такое знаешь?!». А она: «У меня папа на гитаре играет».— Константин Никольский

## Дискография

### Сольное творчество
Студийные
- 1992 — Я бреду по бездорожью…
- 1996 — Один взгляд назад
- 2007 — Иллюзии

Концертные
- 1994 — Акустический концерт (К. Никольский, А. Романов) (СD, отдельно выступление Никольского издано в 2003 году (Живая Струна. Акустический Альбом. Live))
- 2001 — 50. Юбилейный концерт в ГЦКЗ «Россия»

Сборники
- 1994 — Песни для Тани М. Мир сказак (Rock-line)
- 1995 — Радио 101 в прямом эфире. Live (Hit Records)
- 1997 — Музыка для души. Сборник лучших медленных композиций 1996 года (Союз)
- 1997 — Лирические баллады радио «Надежда» (Extraphone)[113]
- 1998 — Лучшие песни
- 1999 — Звёздная серия (Star Records)
- 1999 — Прошедший день (Grand Records)
- 1999 — Romantic Collection. Русский рок (Квадро-Диск)[114]
- 2001 — Музыкант. Лучшие песни (переиздан в 2009 и 2015 годах[115][116])
- 2001 — Легенды Русского Рока. The Best 5, 6
- 2003 — Лучшие хиты (S.B.A. Music Publishing/SBA Production)
- 2003 — Звёздная серия (S.T.R. Records)
- 2003 — Птицы белые мои. Золотая коллекция (Союз Рекордз)
- 2003 — Энциклопедия Российского Рока (Grand Records)
- 2003 — Grand Collection (Квадро-Диск)
- 2003 — Легенды русского рока. Золотая коллекция
- 2004 — 12 наших (Пролог-Мьюзик)
- 2004 — 13 наших (Пролог-Мьюзик)
- 2004 — Легенды русского рока
- 2004 — Мне только снится жизнь моя
- 2004 — Легенды жанра. Лучшие песни. Я сам из тех (Classic Company)
- 2004 — Любовное Настроение (Никитин)
- 2006 — Любимые песни. RU (Пролог-Мьюзик)[117]
- 2006 — Моё воскресенье (Союз Рекордз)
- 2007 — Антология (Союз)
- 2007 — А у нас во дворе… Выпуск 3 (Союз)
- 2015 — Концерт памяти Михаила Круга (Live)[118]

### Андрей Морсин
Студийные
- 1994 — «Волшебник Изумрудного города»
- 1996 — «Снежная королева»

### Группа «Адо»
Студийные
- 2003 — «Веди себя хорошо» (переиздание)

### Группа «Воскресение»
Студийные
- 1981 — «Воскресение 2» (в 1992 году вышло ремастеринговое переиздание)

Концертные
- 1994 — «Концерт. ДК Мехтех» (1982)

### Группа «Рок-Академия»
Студийные
- 1994 — «MCMXCIV»

### Группа «Рок-Ателье»
Сборники
- 1988 — «Рок в борьбе за мир» (песня «Замыкая круг»[119])
- 1993 — «Greatest Hits»
- 2001 — «Я пел, когда летал»

### Группа «Фестиваль»
Студийные
- 1984 — «Ансамбль Фестиваль» (запись 1983 года, Мелодия)

### Группа «Цветы»
Студийные
- 1977 — Миньон (EP)

Концертные
- 2005 — «Ностальгия по настоящему. Юбилейный концерт с участием гостей»
- 2011 — «Распахни своё окно». Диск 2 «Цветы — 40 лет»

Сборники
- 1976 — Радио София. Музикална Стълбица
- 1993 — 1972—1976
- 1995 — 1972—1979
- 2003 — Синглы 1972—1979

### Игорь Угольников
Студийные
- 1996 — «Оба-на!» (песня «Гимн СССР»)

### Наталья Пушкова
Студийные
- 1995 — «Крапива-Лебеда»
- 2001 — «Просто»

### Юрий Лоза
Концертные
- 2004 — «Я умею мечтать…»[120]